# Stazione di Villa Ottone
La stazione di Villa Ottone (in tedesco Bahnhof Uttenheim) è stata una fermata ferroviaria della ex linea ferroviaria Brunico-Campo Tures. Serviva Villa Ottone frazione di Gais, in Alto Adige (Italia).

## Storia
La stazione fu inaugurata insieme alla linea il 20 luglio 1908 e rimase attiva fino al 1º febbraio 1957.

## Strutture e impianti
La fermata era dotata da un fabbricato viaggiatori e dal solo binario di circolazione. Attualmente nel 2016 rimane solo il fabbricato adibito ad abitazione privata; il binario è stato smantellato.